# Crispin Tickell

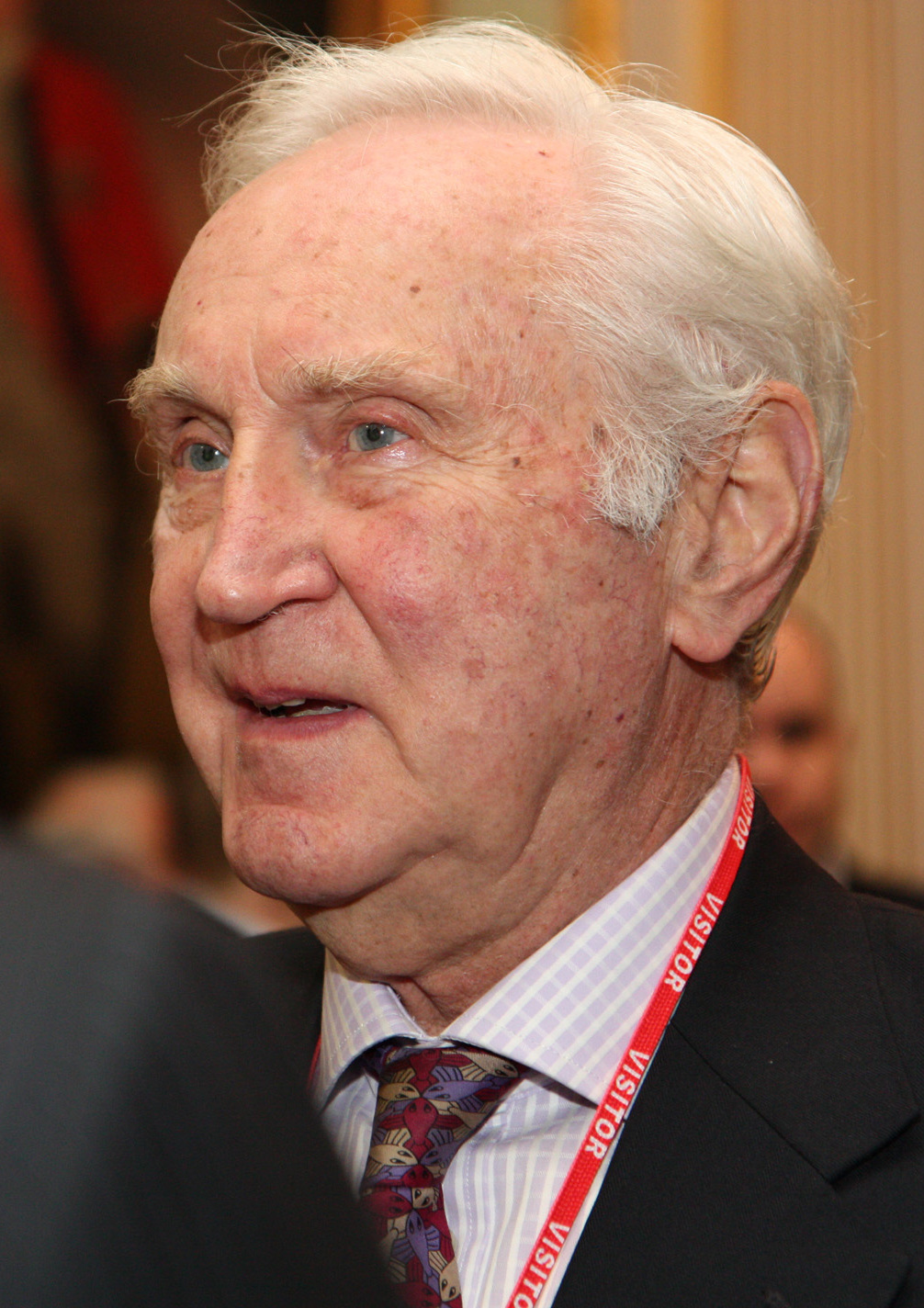
Sir Crispin Tickell (2011)

Sir Crispin Charles Cervantes Tickell, GCMG, KCVO (* 25. August 1930 in London; † 25. Januar 2022) war ein britischer Diplomat, Regierungsbeamter, Klima- und Umweltschützer, der unter anderem von 1981 bis 1983 Botschafter in Mexiko sowie zwischen 1987 und 1990 Ständiger Vertreter des Vereinigten Königreichs bei den Vereinten Nationen war. Neben seinem Engagement für den Klima- und Umweltschutz war er von 1990 bis 1993 Präsident der Royal Geographical Society und wurde 2000 mit der Patron’s Medal der Royal Geographical Society (RGS). Nach Tickell, der 2000 auch Mitglied der Jury für den Rolex-Preis für Unternehmungsgeist war, wurde am 13. April 2006 der am 12. Juli 1991 vom US-amerikanischen Astronomen Henry E. Holt am Palomar-Observatorium (IAU-Code 675) nordöstlich von San Diego in Kalifornien entdeckte Asteroid (5971) Tickell benannt.

## Leben

### Diplomatischer Dienst, Botschafter in Mexiko und Ständiger Vertreter bei der UNO

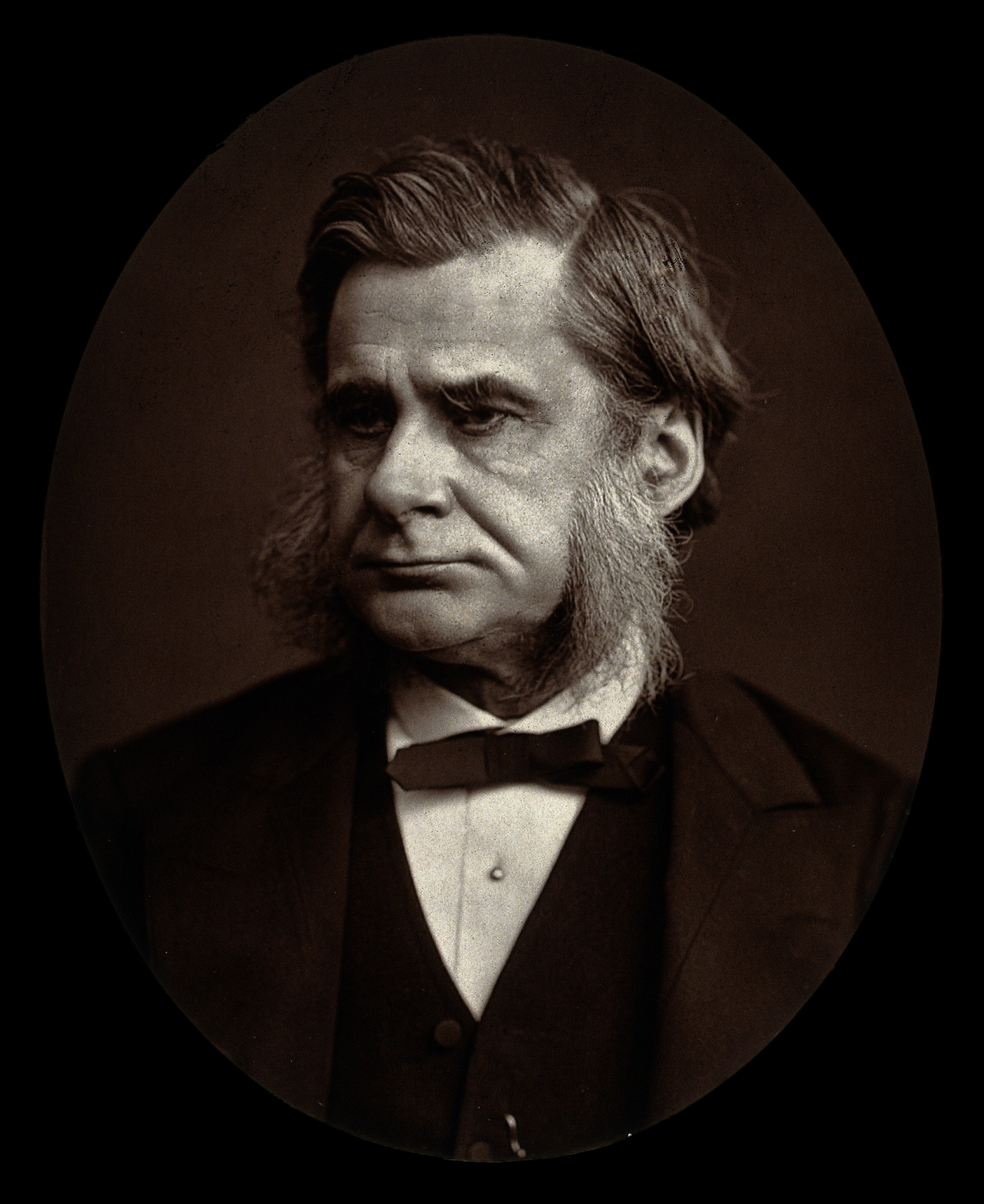
Einer der Ururgoßväter von Crispin Tickell war der Biologe, Anatom, Bildungsorganisator und Hauptvertreter des Agnostizismus Thomas Henry Huxley.

Crispin Charles Cervantes Tickell ist einer von drei Söhnen des Schriftstellers Jerrard Tickell (1905–1966) und psychischen Forscherin Renée Haynes, während sein Großvater mütterlicherseits der Rechtsanwalt und Schriftsteller E. S. P. Haynes (1877–1949) und einer seiner Ururgoßväter der Biologe, Anatom, Bildungsorganisator und Hauptvertreter des Agnostizismus Thomas Henry Huxley (1825–1895) waren. Nach dem Besuch der renommierten 1179 gegründeten Westminster School absolvierte er ein Studium im Fach Zeitgeschichte am Christ Church der University of Oxford, welches er 1952 mit Auszeichnung beendete. Danach leistete er zwischen 1952 und 1954 Militärdienst im Gardegrenadierregiment Coldstream Guards und wurde zuletzt zum Second Lieutenant befördert. 1954 trat er in den diplomatischen Dienst (Her Majesty’s Diplomatic Service) ein und fand in den folgenden Jahren zahlreiche Verwendungen an Auslandsvertretungen sowie im Außenministerium. Er wurde für seine Verdienste 1958 als Member des Royal Victorian Order (MVO) ausgezeichnet.
Er war zwischen 1972 und 1975 im nunmehrigen Ministerium für Auswärtiges und Angelegenheiten des Commonwealth of Nations FCO Leiter des Referats Westliche Organisationen (Head of Western Organizations Department, Foreign and Commonwealth Office), welches insbesondere zuständig für Angelegenheiten im Zusammenhang mit der NATO und des Europarates war. 1977 wurde er als Kabinettschef zum Präsidenten der Europäischen Kommission Roy Jenkins abgeordnet und bekleidete dieses Amt bis zum Ende der Amtszeit der Kommission Jenkins 1981. 1981 wurde er zum Botschafter in Mexiko ernannt und übergab dort als Nachfolger von Norman Ernest Cox seine Akkreditierung. Er verblieb auf diesem Posten bis 1983 und wurde daraufhin von Kenneth James abgelöst. Am 22. Februar 1983 wurde er für seine Verdienste als Knight Commander des Order of Royal Victorian Order (KCVO) geadelt, so dass er fortan das Prädikat „Sir“ führte. Nach seiner Rückkehr aus Mexiko übernahm er 1983 im Außenministerium den Posten als Leiter der Wirtschaftsabteilung (Deputy Under-Secretary for Foreign and Commonwealth Affairs (Economic)) und hatte diesen bis 1984 inne. Danach war er zwischen 1984 und 1987 Ständiger Sekretär der Agentur für überseeische Entwicklung (Permanent Secretary, Overseas Development Agency), eine Regierungsbehörde im Zuständigkeitsbereich des Ministers für überseeische Entwicklung (Minister for Overseas Development), Timothy Raison beziehungsweise ab 1986 Chris Patten. Als politischer Berater spielte er eine Schlüsselrolle bei der Gestaltung der Umweltpolitik der britischen Regierung und konnte mit seinen Warnungen über den Zustand der Weltökologie Premierministerin Margaret Thatcher überzeugen.
Zuletzt wurde Sir Crispin Tickell 1987 Ständiger Vertreter des Vereinigten Königreichs bei den Vereinten Nationen in New York City, wo er die Nachfolge von Sir John Adam Thomson antrat. Er hatte dieses Amt bis zu seinem Eintritt in den Ruhestand 1990 inne, woraufhin Sir David Hannay seine dortige Nachfolge antrat. Im Rahmen der New Year Honours wurde er am 31. Dezember 1988 auch zum Knight Grand Cross des Order of St Michael and St George (GCMG) geschlagen.

### Universitätskanzler, Klima- und Umweltschützer

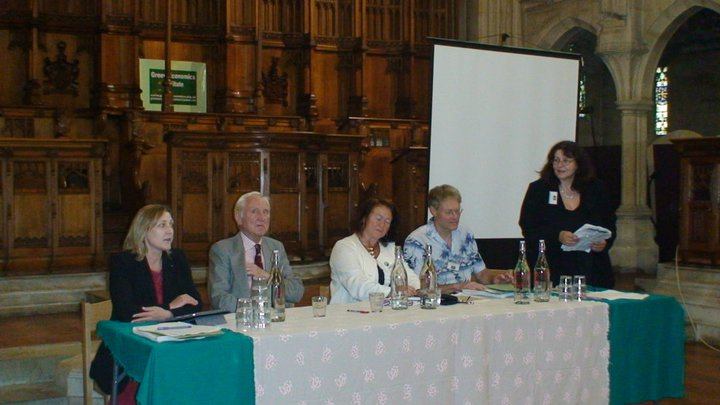
Sir Crispin Tickell (2.v.l.) und sein Sohn Oliver Tickell (2.v.r.) auf der 6. jährlichen Green Economics-Konferenz (2011).

Nach seinem Ausscheiden aus dem diplomatischen Dienst wurde Sir Crispin Tickell 1990 als Nachfolger von John Walton, Baron Walton of Detchant Vorsteher (Warden) des Green College der University of Oxford und bekleidete dieses akademische Amt bis zu seiner Ablösung durch Sir John Hanson 1997, woraufhin er selbst zum Honorary Fellow dieses College ernannt wurde. Neben seinem Engagement für den Klima- und Umweltschutz übernahm er 1990 von Roger Chorley, 2. Baron Chorley auch die Funktion als Präsident der Royal Geographical Society und hatte diese bis 1993 inne, woraufhin George Jellicoe, 2. Earl Jellicoe ihn ablöste. 1995 wurde er darüber hinaus Nachfolger von Sir Robert Horton als Kanzler der University of Kent und bekleidete dieses Amt bis zu seiner Ablösung durch Sir Robert Worcester 2006.
2000 wurde er mit der Patron’s Medal der Royal Geographical Society (RGS) ausgezeichnet, mit deren Vergabe vor allem Personen gewürdigt werden, die sich in der Öffentlichkeit um die Vermittlung geographischer Themen verdient gemacht haben. Nach Tickell, der 2000 auch Mitglied der Jury für den Rolex-Preis für Unternehmungsgeist war, wurde außerdem am 13. April 2006 der am 12. Juli 1991 vom US-amerikanischen Astronomen Henry E. Holt am Palomar-Observatorium (IAU-Code 675) nordöstlich von San Diego in Kalifornien entdeckte Asteroid (5971) Tickell benannt. Er war des Weiteren zeitweise Direktor des Programms für politische Voraussicht der James Martin 21st Century School der University of Oxford.
Christopher Tickell heiratete 1954 Chloe Gunn. Aus dieser 1976 geschiedenen ersten Ehe gingen zwei Söhne und eine Tochter hervor. Einer seiner Söhne ist Oliver Tickell, der ehemalige Herausgeber von The Ecologist, eine monatlich erscheinende Zeitschrift mit einem Schwerpunkt auf Umweltthemen. Seine 1977 geschlossene zweite Ehe mit Penelope Thorne blieb kinderlos.

## Veröffentlichungen
- Climate Change and World Affairs, Vorwort von Solly Zuckerman, Harvard International Affairs Committee, 1977, 2. Auflage 1986
- Mary Anning of Lyme Regis, Vorwort von John Fowles, 1996, Neuauflagen 1998 nd 2003